# 1001 Spikes
1001 Spikes est un jeu vidéo indépendant sorti le 3 juin 2014 sur Windows, OS X, PlayStation 4, PlayStation Vita, 3DS, et Wii U, puis le 10 juin 2014 sur Xbox One. Il est développé par Nicalis et 8bits Fanatics et édité par Nicalis,.
1001 Spikes est un jeu de plates-formes en deux dimensions inspiré des jeux de l'ère 8 bits, que ce soit pour l'aspect visuel ou pour la difficulté, qui est particulièrement élevée,.

## Histoire
Le joueur contrôle Aban Hawkins, un aventurier inspiré de Indiana Jones, qui explore un ancien temple rempli de pièges. Son but est de prouver sa qualité à son père, un grand explorateur, qui l'a toujours méprisé au profit de sa sœur.

## Système de jeu

### Généralités
Le personnage peut courir, sauter, et attaquer ses ennemis avec une dague. Le joueur à deux types de saut à sa disposition : un saut long, et un saut court,.

D'autres personnages peuvent être débloqués au fur et à mesure de l'aventure, chacun avec ses propres capacités. Parmi eux, des personnages d'autres jeux de plate-forme, comme Cave Story, Knytt Stories, Nyx Quest, Bit.Trip ou Tempura of the Dead, ainsi que d'autres personnages de la famille d'Aban Hawkins. Certains de ces personnages sont spécifiques à certaines versions du jeu, comme un costume de Mario pour les consoles Nintendo.

### Modes de jeu

#### Mode histoire
Le mode de jeu principal — le mode histoire — se compose de 61 niveaux, qui peuvent être parcourus en solo ou en coopération avec un, deux ou trois autres joueurs. Le joueur a le droit à 1 001 vies pour y arriver.
La première partie du jeu, appelée Ukampa, se compose de 35 niveaux, et se finit par un combat contre un boss. Les niveaux doivent normalement être fait dans l'ordre, mais le jeu permet néanmoins au joueur de passer outre un niveau pour passer au suivant ; cependant, il est obligé de réussir les trente premiers s'il veut accéder aux cinq derniers.
Pour réussir un niveau, le joueur doit aller chercher une clé, puis atteindre une porte de fin de niveau. Il meurt au moindre contact avec un piège ou un ennemi, et doit alors recommencer le niveau du début. Dans les 30 premiers niveaux, on peut aussi trouver une tête de mort dorée, généralement bien cachée ou située dans un endroit difficile d'accès. Celle-ci donne une vie supplémentaire. Réussir à la prendre n'est pas obligatoire pour finir le niveau ; toutefois, les récolter toutes permet de débloquer certaines options, comme d'autres personnages ou des nouveaux niveaux.
S'il réussit à battre le boss situé dans le dernier niveau d'Ukampa, le joueur accède à une série de 26 niveaux supplémentaires, situés en Antarctique. Ceux-ci doivent être parcourus dans l'ordre.

#### Autres modes
Le jeu comporte aussi plusieurs modes de jeu, qui peuvent être joué en solo ou en multijoueur local :
- Tower of Nannar — inspiré du jeu Ice Climbers — se compose de plusieurs niveaux verticaux, que les joueurs doivent parcourir ensemble[6],[5]. Le système de jeu est plus traditionnel : les niveaux sont plus longs et doivent être parcourus en 9 vies maximum[2].
- The Lost Levels — référence à Super Mario Bros.: The Lost Levels — reprend la structure du mode principal mais est conçu pour être plus amusants à plusieurs, alors que le mode histoire est surtout optimisé pour le jeu en solitaire[6]. Les niveaux y sont plus longs que ceux du mode principal et plus courts que ceux de Tower of Nannar. Ils doivent être parcourus en 101 vies, sans possibilité de continuer en cas d'échec[2].
- Golden Vase est un jeu d'opposition inspiré par les premiers Mario Bros.. Il n'est disponible que sur Steam, Xbox One, PS4 et Wii U. Les joueurs se disputent un vase d'or d'où sortent des pièces d'or ; le but du jeu étant d'en récolter un maximum. Le jeu peut être joué seul mais il n'est pas vraiment prévu pour cela[2],[6].

Ces modes de jeu permettent de récolter des pièces, qui peuvent être utilisées pour acheter des vies supplémentaires pour le mode histoire ainsi que d'autres bonus,.

## Accueil
Le jeu a reçu un accueil favorable, avec une moyenne de 78/100 sur Metacritic pour la version PlayStation 4. Les critiques ont remarqué sa difficulté imposante, qui font de 1001 Spikes un jeu réservé aux joueurs les plus persévérants, mais qui le rend très gratifiant à jouer,,.